# الاحتجاجات الأرمينية 2011
كانت الاحتجاجات الأرمينية عام 2011 سلسلة من المظاهرات المدنية التي تهدُف إلى إثارة الإصلاحات السياسية والتنازلات من كل من حكومة أرمينيا والحكومة المدنية في يريفان، عاصمتها وأكبر مدنها. طالب المتظاهرون الرئيس سيرج سركسيان بالإفراج عن السجناء السياسيين، ومحاكمة المسؤولين عن مقتل نُشطاء المعارضة بعد الانتخابات الرئاسية عام 2008، وإجراء إصلاحات ديمقراطية واجتماعية واقتصادية، تتضمن حق التنظيم في ساحة الحرية وسط مدينة يريفان. واحتجوا على عمدة يريفان كارين كارابيتيان لحظره المعارضة من ميدان الحرية ومنع الباعة والتجار من دخول شوارع المدينة. ودعا حزب المؤتمر الوطني الأرميني المعارض، الذي أدى دورًا رئيسيًا في تنظيم التظاهرات وقيادتها، إلى انتخابات مبكرة واستقالة الحكومة.
منحت الحكومة عدة تنازلات للمتظاهرين، تتضمن الموافقة على شروط المعارضة للتحقيق في وفيات احتجاج عام 2008، ومنحهم تصريحًا بالتجمع في ميدان الحرية، والإفراج عن العديد من نشطاء المعارضة المسجونين.

## الجدول الزمني للاحتجاجات

### احتجاجات الباعة المتجولين
غضب الباعة المتجولون في يريفان من قرار رئيس البلدية كارابيتيان في 13 يناير بالبدء بفرض حظر صارم على التجارة في الشوارع، وقد احتجوا خارج مكاتب بلدية العاصمة في 19 يناير. أصر مسؤولو المدينة على أن الحظر ضروري للصحة العامة والسلامة، لكن المتظاهرين رددوا شعارات تنتقد كارابيتيان، وهو مسؤول في الحزب الجمهوري الأرميني انتخبه مجلس البلدية في ديسمبر 2010 لإنهاء فترة غير مكتملة، ويشكون من أن حظر البلدية منع الكثيرين منهم من كسب ما يكفي من المال لدفع ثمن الطعام والمأوى لهم ولعوائلهم. ودعا بعض المتظاهرين، الذين أكدت العديد من لافتاتهم نواياهم السلمية، كارابيتيان إلى الاجتماع بهم أو الاستقالة. سرعان ما أصبحت الاحتجاجات أمام مكاتب البلدية ظاهرة يومية تمتد حتى فبراير.

### احتجاجات سياسية
مع استمرار الاحتجاجات الطفيفة في يريفان وانتشار الموجة الثورية في جميع أنحاء شمال إفريقيا وغرب آسيا، وبوجود السياسيين المعارضين مثل ستيبان سافاريان من حزب «هيريتج» والرئيس السابق ليفون تير بتروسيان، الذي هزمه الرئيس الحالي ساركسيان في انتخابات 2008 المتنازع عليها، اقترح أعضاء المؤتمر الوطني الأرميني في أوائل فبراير أن الاضطرابات السياسية قد تمتد إلى أرمينيا. دعا تير بتروسيان إلى تجمع للمعارضة في ساحة الحرية في يريفان في 18 فبراير، ليس فقط للاحتجاج على إدارة كارابتيان، بل أيضًا للاحتجاج على حكومة الرئيس سيرج سركسيان. وردت الحكومة بالقول إن ساحة الحرية ستكون محظورة بسبب «الأحداث الرياضية والثقافية». صرح المؤتمر الوطني الأرميني إنه يخطط للتجمع في الميدان بصرف النظر هل سمحت الحكومة له بذلك أم لا. وقال محللون سياسيون إن قادة المعارضة الوطنية مثل تير بتروسيان حفّزوا موجة من الاضطرابات القائمة التي ألهمتها الثورة التونسية والاحتجاجات في مصر، وتجلتْ في أحداث مثل احتجاجات الباعة المتجولين الجارية، إذ توقع البعض أن الظروف مناسبة لكسب زخم الاحتجاجات الكبرى.

#### 18 فبراير
في 18 فبراير، عقد المؤتمر الوطني الأرميني احتجاجًا كبيرًا بين 5000 و10000 في وسط مدينة يريفان. واشتكى المتظاهرون، ومنهم تير بتروسيان، من تدني الأجور والبطالة والتضخم والفساد وتدهور نوعية المعيشة. أثار المتحدثون في المسيرة شبح الثورتين التونسية والمصرية، وشبّه تير بتروسيان إدارة سركسيان بتلك الأنظمة التي سقطت. وقال الرئيس السابق «إن محنة شعبنا ليست أفضل من محنة شعوب تلك الدول، ونظام أرمينيا ليس أقل ديكتاتورية وبغضًا من أنظمتها». وحث الحكومة على الاستقالة، ودعا إلى انتفاضة مماثلة لتلك التي شهدتها الدول العربية بالقرب من أرمينيا. دعا تير بتروسيان الباعة المتجولين وغيرهم ممن ينظمون بالفعل احتجاجًا على سياسات الحكومة إلى «تسييس» تجمعاتهم والانضمام إلى المعارضة الوطنية في الدعوة إلى تغييرات جذرية.

#### 1 مارس
نظم المؤتمر الوطني الأرميني مظاهرة أخرى في يريفان في 1 مارس. وبحسب تقديرات المعارضة، حضر المسيرة أكثر من 50 ألف مواطن. وصادف التجمع الذكرى الثالثة لأعمال العنف التي أعقبتْ الانتخابات بعد فوز سركسيان المُتنازع عليه عام 2008، عندما قُتل 10 محتجين. طالب المتظاهرون مرة أخرى بإجراء انتخابات مُبكرة ودعوا سركسيان إلى الاستقالة. تحدث تير بتروسيان في المسيرة، وسمى الحكومة «نظام قطاع الطرق الذي استولى على السلطة بالانتخابات البرلمانية والرئاسية المزيفة والجريمة الدموية التي ارتُكبت في مارس 2008». وكرر المطالب التي بُثت في مظاهرة 18 فبراير. ودعا علنًا إلى رفع الحظر المفروض على التجارة في الشوارع وطالب بإصلاحات اقتصادية، تتضمن رفع الحد الأدنى للأجور وإعانات البطالة.

#### 3 مارس
تجمع نحو 50 بائعًا متجولًا مدعومين من أعضاء حزب «هيريتج» المعارض والمؤتمر الوطني الأرميني، ومن ضمنهم أعضاء في البرلمان، خارج مبنى حكومي في يريفان. تحركت الشرطة لتفريقهم ما أدى إلى وقوع عدد من الاشتباكات. وأُلقي القبض على أحد نشطاء المؤتمر الوطني الأرميني ونُقِل أحد نواب مجلس «هيريتج» إلى المستشفى مصابًا بجروح. في تحدٍّ لبيان صادر عن رئيس الوزراء تيغران سركسيان وعد بإجراء تحقيق داخلي حول مزاعم وحشية الشرطة، ألقتْ الشرطة اللوم علنًا على النواب في التحريض على العنف. أثار الحادث مقارنات متجددة بين سياسات إدارتي كارابتيان وسركسيان وبين تونس ما قبل الثورة من بعض المحللين والبرلمانيين المعارضين.

#### 15 مارس «الصيام من أجل الحرية»
بدأ الوزير السابق رافي هوفانيسيان، زعيم منظمة «هيريتج»، إضرابًا عن الطعام في ساحة الحرية في 15 مارس للاحتجاج على الحكومة والدعوة إلى انتخابات مُبكرة.

#### 17 مارس
في 17 مارس، واصل المتظاهرون المطالبة باستقالة الحكومة، التي انتُخِب العديد من أعضائها في الانتخابات المتنازع عليها، في المساء في ميدان الحرية مستشهدين بإرادة تكرار احتجاجات العالم العربي. وقال تير بتروسيان، المتحدث البارز مرة أخرى في التجمع، إن المظاهرات كانت «سلمية» النية. حضر نحو 20 ألف أرميني المسيرة، مع أن الحكومة قالت إن 9000 حضروا، قال المنظمون إن عدد المشاركين بلغ 100 ألف. كان هوفانيسيان، في اليوم الثاني من إضرابه عن الطعام، حاضرًا في ميدان الحرية مع مؤيديه، لكن همّشه تير بتروسيان وقادة آخرون في المؤتمر الوطني الأرميني، ما أدى إلى توتر العلاقات بين «هيريتج» والمؤتمر الوطني الأرميني. قبل التجمع، أُلقي القبض على الناشط المعارض سامسون خاتشاتريان بعد أن زعم ضابطا شرطة في ثياب مدنية أنه اعتدى عليهم في مسيرة 1 مارس، وهي خطوة وصفها أحد قادة منظمة المؤتمر الوطني الأرميني بأنها «استفزاز»، وأُدين «خاتشاتريان» لاحقًا، ما أثار احتجاجات جماهيرية من المعارضة.

#### 30 مارس
في احتفال أقيم في ميدان الحرية، أنهى هوفانيسيان إضرابه العام عن الطعام بتناول قطعة كبيرة من الخبز باركها رمزيًا كاهن أرميني أرثوذكسي. قال إن المخاوف الصحية متضمنةً تحذيرات طبيبه، وعيد ميلاد ابنته الـ 18، دفعته إلى إنهاء إضرابه عن الطعام الذي استمر 15 يومًا، لكنه زعم أن الإضراب قد أثر في «الوعي العام» وإن لم تتحرك السلطات لتغيير «وعيها وسياساتها». اعترف هوفانيسيان أيضًا بوجود صدوع في صفوف المعارضة، لكنه لم يصرح تحديدًا بالنزاع المحتدم بين «هيريتج» والمؤتمر الوطني الأرميني. وانتقد عضو برلماني من الحزب الجمهوري الأرميني الإضراب عن الطعام، قائلاً إنه ليس أفضل وسيلة لإحداث التغيير.

#### 2-4 أبريل
نظمت العديد من النساء المُثقفات، ومنهم عضوة برلمانية عن «هيريتج»، اعتصامًا يوميًا في ساحة الحرية بدءًا من 2 أبريل، «استمرارًا منطقيًا» للعمل الاحتجاجي الذي بدأه هوفانيسيان الشهر السابق. خلال الاعتصام الذي حضره عدد قليل من النساء يوميًا، جلس المتظاهرون في صمت مدة خمس ساعات قبل مغادرة الميدان. وشجب بعض المنتقدين داخل المعارضة الاعتصام بوصفه وسيلة للتحايل ووصفه أحدهم بأنه «مضيعة للوقت».

## التنظيم
كانت أبرز الاحتجاجات في فترة ما قبل 18 فبراير 2011 من قبل الباعة المتجولين. سعى المؤتمر الوطني الأرميني إلى الاستفادة من موجة المعارضة المتصاعدة، التي غذّتها الانتفاضات الناجحة ضد الأنظمة في تونس ومصر. وعلى هذا النحو، برز المؤتمر الوطني الأرميني صوتًا رائدًا في الاحتجاجات، إذ ألقى زعيمه ليفون تير بتروسيان كلمة في جميع التجمعات الرئيسية في يريفان بدءًا من 18 فبراير. شجع المؤتمر الوطني الأرميني بقوة التجار وغيرهم ممن خاب أملهم في سياسات الحكومة للانضمام إليهم، وواءم تير بتروسيان أهداف حزبه مع أهداف الباعة المتجولين الذين بدؤوا الاحتجاجات الأولية.
ومع ذلك، لم يكن المؤتمر الوطني الأرميني هو الصوت الوحيد الذي ينتقد الحكومة. «هيريتج»، الحزب القومي الأرميني الليبرالي، هو أحد حزبين معارضين فقط لهما مقاعد في الجمعية الوطنية، نشط أيضًا في إثارة الاحتجاجات، مع أن مظاهراته كانت على نطاق أصغر وتشبه إلى حد بعيد أعمال العصيان المدني، مثل الإضراب عن الطعام والاعتصامات والمؤتمرات العامة. في 26 أبريل، أصدر الزعيم رافي هوفانيسيان بيانًا طالب فيه الحكومة بعقد مؤتمر دستوري، ومنْح المحكمة الجنائية الدولية الولاية القضائية على أرمينيا، والاعتراف رسميًا بجمهورية ناغورنو كاراباخ. وقال إن عدد أنصاره بلغ «عشرات الألوف».

## دور الشبكات الاجتماعية
كان فيسبوك وسيلةً مُبكرة لتنظيم العمل ضد الحكومة. وأنشأ النُشطاء موقعًا إلكترونيًا جديدًا يسمى ريفوفورم، اختصارًا لـ «المُنتدى الثوري»، في 2 أبريل، مِنصةً لمناقشة للوضع السياسي في أرمينيا. دفعت الشكاوى المتعلقة بالغلاء والتضخم الشباب الأرمينيين غير المهتمين بالسياسة -لكنهم بارعين بالإنترنت- إلى التنظيم عبر الإنترنت، وقد استخدم البعض مواقع مثل فيسبوك وريفوفورم وتويتر للمشاركة في احتجاجات الشوارع كذلك.

## الاستجابة
اتهم مسؤولو الشرطة أعضاء المعارضة بتخريب الاحتجاجات السلمية، كما في حالة مظاهرة 3 مارس الصغيرة التي تحولت إلى شجار بين المتظاهرين والسلطات. وزعم بيان للشرطة أن النُشطاء المُطالبين بإصلاحات سياسية حاولوا إثارة قتال بين المواطنين والشرطة، ودافعوا عن رد الشرطة الذي أدى إلى إصابة محتج واحد على الأقل.
قال أحد أعضاء البرلمان إن حظر التظاهر في ميدان الحرية كان من أجل مصلحة النشطاء، مشيرًا إلى إمكانية اندلاع أعمال عنف إذا سُمح للمتظاهرين بالتجمع في الميدان. وقال أيضًا إن الرئيس سركسيان ليس ديكتاتورًا و«ليس القذافي»، في إشارة إلى الزعيم الليبي العقيد معمر القذافي الذي واجه انتفاضة مستمرة ضد حُكمه منذ فبراير. وقال مسؤول آخر من حزب أرمينيا الجمهوري إن الحكومة لن تُقدم أي تنازلات ما دامت المُعارضة مستمرة في تقديم المطالب.
أعرب الرئيس سركسيان عن إحباطه في مقابلة في 12 يوليو بسبب الأسئلة المتكررة حول شرعية الانتخابات التي أوصلته والعديد من حلفائه البرلمانيين إلى السلطة. واشتكى من عدم وجود التحضر في السياسة الأرمنية وقال إنه لمجرد أن تير بتروسيان ومؤيديه لم يهنئوه على فوزه أو يتنازلوا رسميًا عن الانتخابات، فإن ذلك لا يعني أن النتائج غير شرعية. تعهد سركسيان بأن تكون الانتخابات البرلمانية المُقرر إجراؤها سنة 2012 ديمقراطية تماشيًا مع معايير الاتحاد الأوروبي.